# 페터 한트케
페터 한트케(Peter Handke, 1942년 12월 6일 ~ )는 오스트리아의 작가, 번역가이다. 관객모독으로 유명하다. 기존의 관습을 깨는 작품 활동을 많이 하여 '우리 시대 가장 전위적인 작가'라고 불리기도 한다. 2019년 노벨 문학상 수상자에 선정되었다.

## 생애
1942년: 은행 서기의 아들로 태어남.
1961년: 독일 그라츠 대학에서 법학을 전공.
1966년: 첫 희곡 <관객모독>을 발표.
1968년: <카스파어(Kaspar)>(1968) 발표.

## 논란
피터 한트케가 유고 연방에서 세르비아 민족주의를 촉발시켜 내전을 주도하고, 인종청소를 자행한 슬로보단 밀로셰비치를 옹호 했다. 그는 2006년에 밀로셰비치의 장례식에 참석하여 "밀로셰비치는 영웅이 아닌 비극적인 인물이었다고 생각한다."고 연설했을 뿐만 아니라 1990년대 코소보 내전 당시 세르비아에 대한 NATO의 공습에 반대한 것으로 알려져있다.
피터 한트케가 2019년에 노벨문학상을 수상하자 코소보 내전의 피해 당사자들이 반발하고 나서기도 했다.

## 작품

### 희곡
- 《관객모독》 (민음사) 2012년 11월 ISBN 978-89374630-6-8
- 《카스파》 (성균관대학교출판부) 1999년 4월 ISBN 978-89798621-6-4
- <피후견인이 후견인이 되려 하나(Das Mündel will Vormund sein)〉(1969)
- 〈말 타고 보덴제 호수 건너기(Der Ritt über den Bodensee)〉(1971)

### 소설
- 《페널티킥 앞에 선 골키퍼의 불안》 (민음사) 2009년 12월 ISBN 978-89374623-3-7
- 《왼손잡이 여인》 (범우사) 2003년 9월 ISBN : 9788908060746
- 《소망없는 불행》 (민음사) 2002년 6월 ISBN 978-89374606-5-4

### 영화 각본
- 〈베를린 천사의 시〉

### 기타
- 《낯선자》 (지학사) 1987년 8월 ISBN 978-89854441-7-0
- 《어두운 밤 나는 적막한 집을 나섰다》 (문학동네) 2001년 1월 ISBN 978-89828136-2-7
- 《돈 후안》 (베가북스) 2005년 9월 ISBN 978-89956624-2-7
- 《세잔의 산을 찾아서》 (아트북스) 2006년 1월 ISBN 978-89898005-9-0
- 《어느 작가의 오후》 (열린책들) 2010년 6월 ISBN 978-89329112-2-9
- 《긴 이별을 위한 짧은 편지》 (문학동네) 2011년 2월 ISBN 978-89546140-6-1
- 《반복》 (종문화사) 2013년 3월 ISBN 978-89874449-6-3
- 《시 없는 삶》 (읻다) 2019년 10월 ISBN  979-11-894330-5-5